# 에와 항공
에와 항공(영어: Ewa Air)은 마요트의 항공사이다. 허브공항은 자우지 파만지 국제공항이다.

## 기업
에와 항공은 자본금 440만 유로로 운영을 시작했다.
| Name                        | Interest |
| --------------------------- | -------- |
| 에어 오스트랄               | 52.3%    |
| Mayotte Chamber of Commerce | 22.7%    |
| Ylang Invest                | 25.0%    |

## 운항 노선
2020년 6월 현재 에와에어는 인도양과 아프리카의 8개 목적지를 운항하고 있다.

## 보유 기종
에와 항공은 다음과 같이 보유하고있다.